# 台西地锦
台西地锦（学名：Euphorbia taihsiensis）为大戟科大戟属的植物。分布于台灣島以及澎湖列岛等地，常生于沿海沙滩或珊瑚礁，目前已由人工引种栽培。

## 别名
台西大戟（植物学汇刊）